# جو برازيل
جو برازيل (بالإنجليزية: Joe Brazil)‏ هو معلم موسيقى أمريكي، ولد في 25 أغسطس 1927، وتوفي في 6 أغسطس 2008.

## وصلات خارجية
- جو برازيل على موقع IMDb (الإنجليزية)
- جو برازيل على موقع ميوزك برينز (الإنجليزية)
- جو برازيل على موقع ديسكوغز (الإنجليزية)